# Balatoni Hajózási Zrt.
A Balatoni Hajózási Zrt. (röviden BAHART) a Balaton legnagyobb hajózási társasága.

## Története

### 1846–1888
1846. szeptember 21-én, gróf Széchenyi István születésnapján bocsátották vízre Füreden a korábban megalakult Balaton Gőzhajózási Társaság hajóját, az oldalkerekes Kisfaludy gőzöst. 1869-ben a hajót jelentős mértékben átépítették ekkor vastestet kapott. 1887. szeptember 21-ig szállította az utasokat a Balatonon, majd véglegesen kivonták a forgalomból. A felszámolás alatt álló Társaság jogutód nélkül megszűnt, ezzel lezárult egy korszak a balatoni gőzhajózás történetében.

### 1888–1926
1888-ban Eszterházy Mihály gróf és társai új hajózási társaságot alapítottak Balatontavi Gőzhajózási Részvény-Társaság néven. 1889-ben bocsátották vízre a Társaság első hajóját, az oldalkerekes Kelén gőzöst, mely 1891 áprilisában a Baross nevet kapta. 1891-ben két új csavargőzös épült, melyeket Siófokon építettek össze, és amelyek a balatoni legenda szerelmespárjáról a Kelén és Helka nevet kapták. A hajópark tovább bővült 1909-ben a Kisfaludy, és 1913-ban a Jókai csavargőzösökkel, és ezzel lezárult a gőzhajóépítés korszaka a Balatonon.

### 1926–1939
A Társaságot 1926-ban a Magyar Kir. Államvasutak (MÁV) és a Duna-Száva-Adria Vasúttársaság Rt. (D.S.A.) vásárolta meg, és szervezte újjá Balatoni Hajózási Részvénytársaság néven. A hajózási céget korszerűsítették, a régi gőzhajókat felújították, és közben új motoros személyhajók beszerzésébe kezdtek. 1927-ben a Szigliget, Csobánc, Komp I. motorossal, 1928-ban a Csongor és Tünde motorosokkal, 1929-ben pedig a Komp II. gépnélküli, fa testű evezős komppal, illetve a Sió motorossal bővült a balatoni hajóflotta. 

### 1939–1948
Az 1939-ben kitört II. világháború pusztítása nem kímélte a balatoni hajóflottát sem. A visszavonuló német csapatok a Társaság szinte minden hajóját felrobbantották. A teljes pusztulástól csak a Kelén csavargőzös és a Tünde motoros menekült meg, melyeket saját személyzete a fenékszelepek kinyitásával és így a hajó elsüllyesztésével mentett meg a felrobbantástól a révfülöpi kikötőben. 1945-ben az életben maradt balatoni hajósok emberfeletti erőfeszítésével megkezdődött az elsüllyesztett hajók kiemelése és helyreállítása, 1948-ra már újra a háború előtti hajópark szelte a Balaton hullámait. 

### 1948–1955
1948-ban sor került a Balatoni Hajózási Részvénytársaság államosítására. A volt részvénytulajdonos MÁV-tól leválasztották, és Balatoni Hajózási Nemzeti Vállalat néven a Közlekedési és Postaügyi Minisztérium felügyelete alá rendelték, balatoni hajózási részlege BHNV Siófoki Kirendeltsége néven működött. A soha nem látott mértékben megnövekedett balatoni forgalomnak köszönhetően olyan új, nagy befogadóképességű személyhajók gyártását kezdeményezték, amelynek első tagja az 1952-ben a balatonfüredi hajógyárban épült 600 férőhelyes Beloiannisz motoros volt, a további hajók építése azonban elmaradt.

### 1955–1964
Miután a Balatoni Hajózási Vállalat 1955 elején beolvadt a MAHART Magyar Hajózási Részvénytársaságba, és a balatoni részleg MAHART Siófoki Kirendeltsége néven működött tovább, folyamatosan 11, egyenként 150 személyes alumínium hajó jelent meg a tavon. Zárt utasterük miatt a népnyelv vízibuszoknak nevezte el őket. 1963-ban újabb hajóegységeket állítottak forgalomba, az ún. tengerparti motoros hajókat, a Hévízt és a Keszthelyt. 1961 és 1964 között alakították át és látták el dízelmotorral a balatoni gőzhajók utolsó képviselőit, a Helkát, a Kelént és a Jókait. 1961-ben készült el az első korszerű motoros komp, Komp II. néven, ezt követte 1964-ben a Komp III. motoros.

### 1964–1984
1964-ben a MAHART balatoni kirendeltsége MAHART Balatoni Hajózási Üzemigazgatósága néven önálló gazdasági egység lett. 1967-ben a Komp I.-et selejtezték, 1968-ban forgalomba állt a Komp IV. motoros, majd a három új kompot Széchényi István, Kossuth Lajos, Kisfaludy Sándor névre keresztelték át, melyekhez 1978-ban csatlakozott a Baross Gábor komp. A Beloianniszt 1969-ben átépítették, majd 1972-ben és 1974-ben korszerűsítették. Megépült a szántódi és a tihanyi rév új kikötője korszerű várócsarnokkal. 1978-ban egy katamarán típusú hajó kezdte meg próbajáratait Siófok néven, majd 1979-ben a Badacsony és 1981-ben a Füred katamaránokkal bővült a hajóflotta. A Helkát selejtezték, 1980-tól Balatonfüreden a parton presszóként üzemelt tovább. 

### 1984–1990
A MAHART Balatoni Hajózási Üzemigazgatóságából jött létre a MAHART Balatoni Hajózási Leányvállalat 1984-ben. 1985-től megkezdték a kompok modernizálását és befogadóképesség növelését. A korábban selejtezni szándékozott hajókból nosztalgiaflottát hoztak létre, 1989-ben a Csongor kapott teljes felújítást és elegáns, századeleji hangulatú utasteret. 1987-ben elkészült a kikötők felújítási programja. Ezt követően újjáépítették az omlásveszély miatt bezárt Tihany-révi személyhajó kikötőt, a balatonfüredi, a siófoki, a balatonboglári és a balatonlellei kikötőfalakat, valamint felújították a balatonboglári, fonyódi és a badacsonyi hajóállomás épületét.

### 1990–2002
A MAHART Balatoni Hajózási Kft., mint újonnan alapított vállalkozás 1990-ben kezdte meg működését. Több balatoni személyhajót 1991-ben balatoni földrajzi tájegységek neveire kereszteltek át. Így lett a Beloiannisz Balaton, az Ercsi Bakony, a Szentendre neve Gulács, a Zebegény Haláp, a Horány Ederics, a Dunakeszi Dörgicse, a Leányfalu Földvár, a Megyer Akali. A nosztalgia-hajópark 1990-ben az újjáépített Csobánccal, 1991-ben a Kelénnel, 1994-ben a Tündével tovább gyarapodott, és visszavásárolták a korábban selejtezett Helka maradványait, melyet a Kelén mintájára felújítottak, és 1996-ban, a balatoni gőzhajózás megindulásának 150. évfordulóján újra üzembe helyeztek. 1996. június 30-ával a MAHART Balatoni Hajózási Kft.-ből átszervezéssel megalakult a MAHART Balatoni Hajózási Részvénytársaság.

### 2002–2006
2002-ben a MAHART Balatoni Hajózási Részvénytársaságot – miután leválasztották a MAHART cégcsoportól – átszervezték és létrehozták a siófoki székhelyű önálló hajózási vállalkozást, a Balatoni Hajózási Részvénytársaságot. A Társaság hajóparkja 2002-ben a Szántód, 2003-ban a Fonyód, 2006-ban pedig a Társaság új zászlóshajójával, a Szent Miklós személyszállító motoros hajóval bővült. Ez idő alatt több hajót selejteztek vagy értékesítettek, így a flottából kikerült jó néhány vízibusz, a Bakony, a Gulács, valamint a Balaton motoros is.

### 2006–2015
2006-ban a Balatoni Hajózási Részvénytársaság nevét Balatoni Hajózási Zártkörű Részvénytársaságra változtatták. 2008-ban a tóparti önkormányzatok térítés nélkül megkapták az állami részvénycsomagot, így a vállalat tulajdonjoga teljes egészében a Balaton parti önkormányzatok kezébe került. Ebben az időszakban tovább folytatódott a kiöregedett és elavult vízibuszok selejtezése és eladása, így ezekből a hajótípusokból már csak néhány képviselő maradt a Balatonon. 2007-ben a hajópark az Aqua Pannonia, 2012-ben pedig egy Németországból félkész állapotban megvásárolt motoros hajóval bővült, amelynek építését a Társaság maga fejezte be és a Szigliget motoros nevet kapta.

### 2015–
2015-től nagyfokú modernizáció kezdődött a vállalat életében. 2016-ban az átépített Siófok katamarán átadásával indult el a 170. hajózási szezon. Ebben az évben ünnepelte a BAHART a két legrégebbi, jelenleg is közlekedő hajója, a Kelén és a Helka 125. születésnapját. 2017-ben egy újabb hajót, a Nemzeti Regatta, új nevén Boglár motorost állították forgalomba, mely így a flotta legfiatalabb tagja lett, valamint ekkor esett át jelentős felújításon a Kossuth Lajos komp is. 2019-ben a vállalat többségi tulajdona visszakerült állami kézbe. 2021-ben a Helka és Kelén nosztalgiahajók 130. születésnapját és a Balatoni Hajózás 175. jubileumát ünnepelte a Társaság, valamint megkezdődött négy új korszerű hajó beszerzése is. 2023 nyarán több mint 250 km-t tettek meg a hajók egészen Komáromtól Siófokig, hogy elérjék a Balaton vizét. A 2 komp Tihany és Szántód nevet kapta, míg a 2 katamarán Tomaj és Balaton neveket viselik. Az összeszerelési munkálatok után, 2024-ben ünnepélyes keretek között a BAHART felavatta 4 új hajóját. A hajók immár forgalomba állhattak és a legforgalmasabb útvonalakon várják az utasokat.
2023-ban, év végén a több mint 110 éves Jókai hajó visszatért a BAHART nosztalgiahajó flottájába. Visszanyerte eredeti színvilágát. Továbbra is Balatonfüreden találkozhatnak vele az utasok.

## Főbb kikötők
- Alsóörs
- Badacsony
- Balatonalmádi
- Balatonboglár
- Balatonföldvár
- Balatonfüred
- Balatongyörök
- Balatonlelle
- Balatonmáriafürdő
- Balatonszemes
- Fonyód
- Keszthely
- Révfülöp
- Siófok
- Szántód
- Szigliget
- Tihany

## Flotta

### Jelenlegi flotta

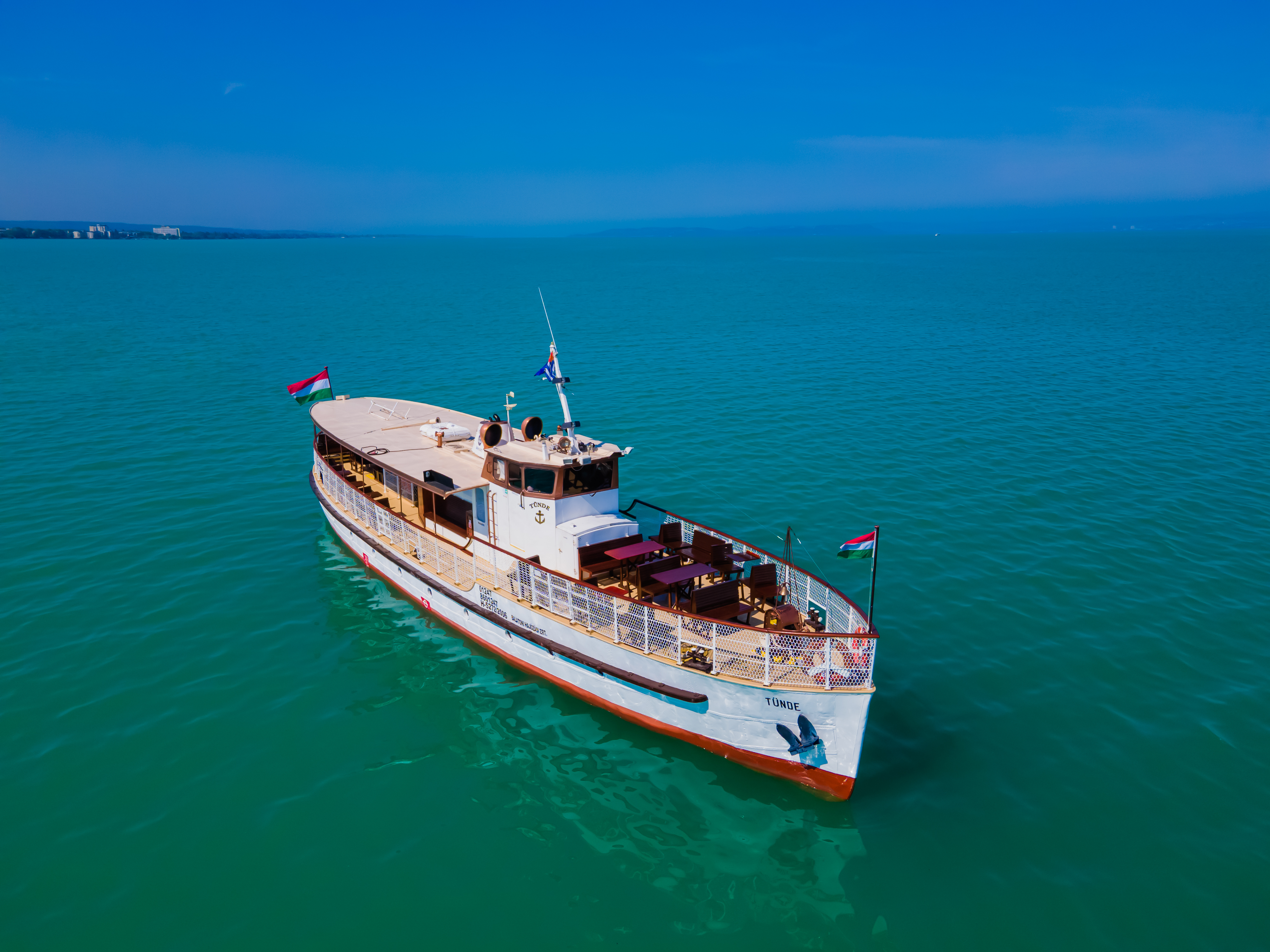
Tünde

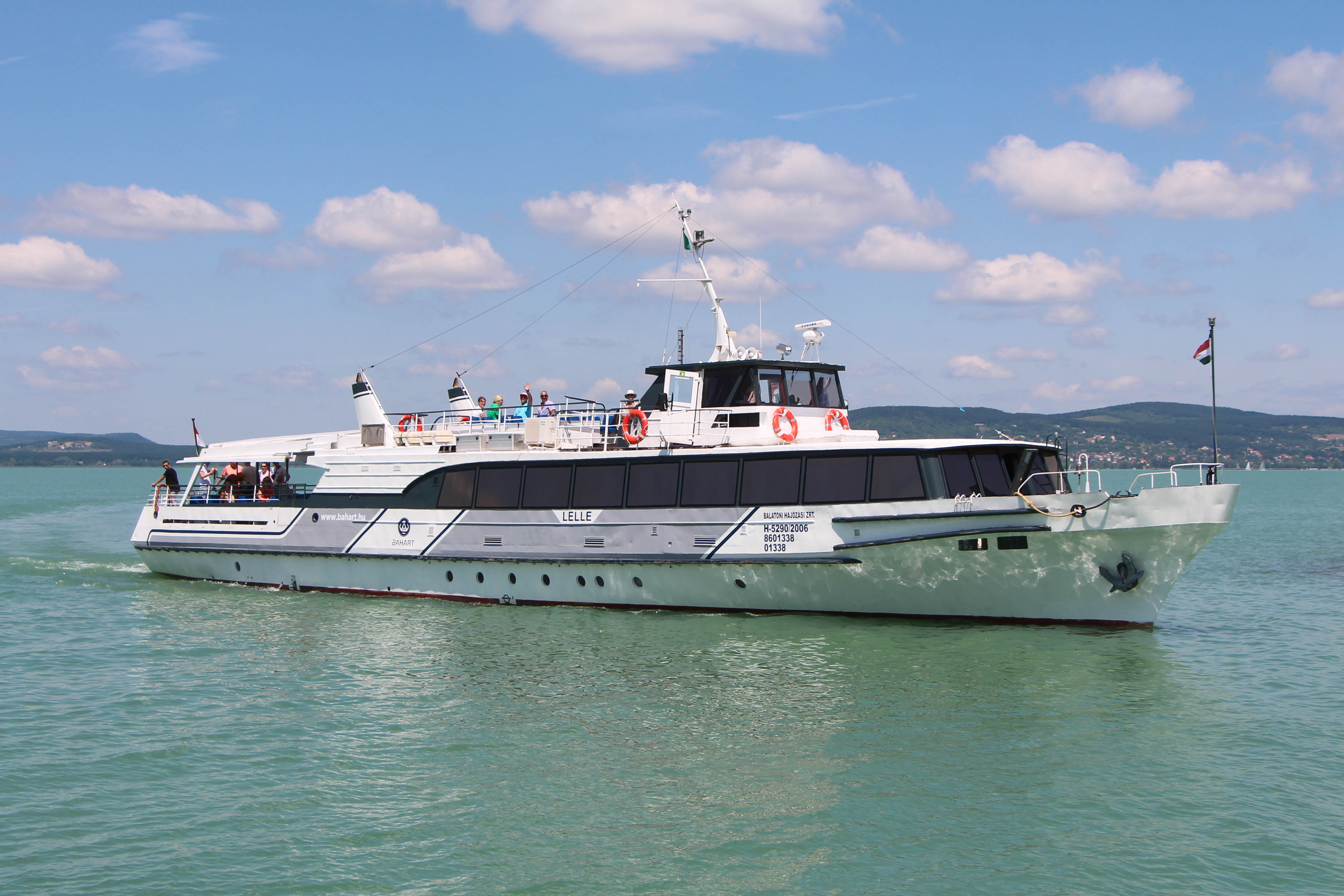
Lelle

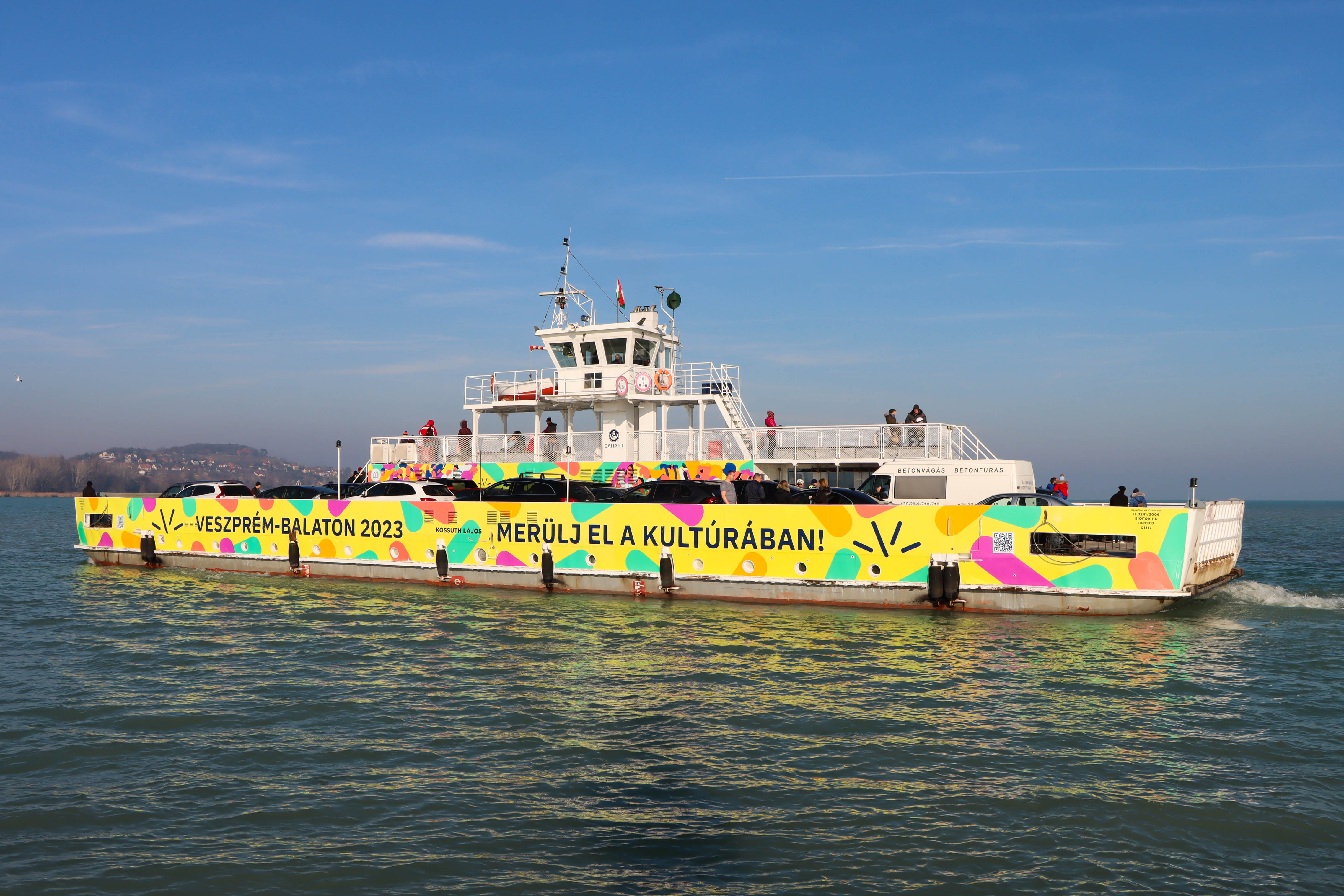
Kossuth Lajos komphajó

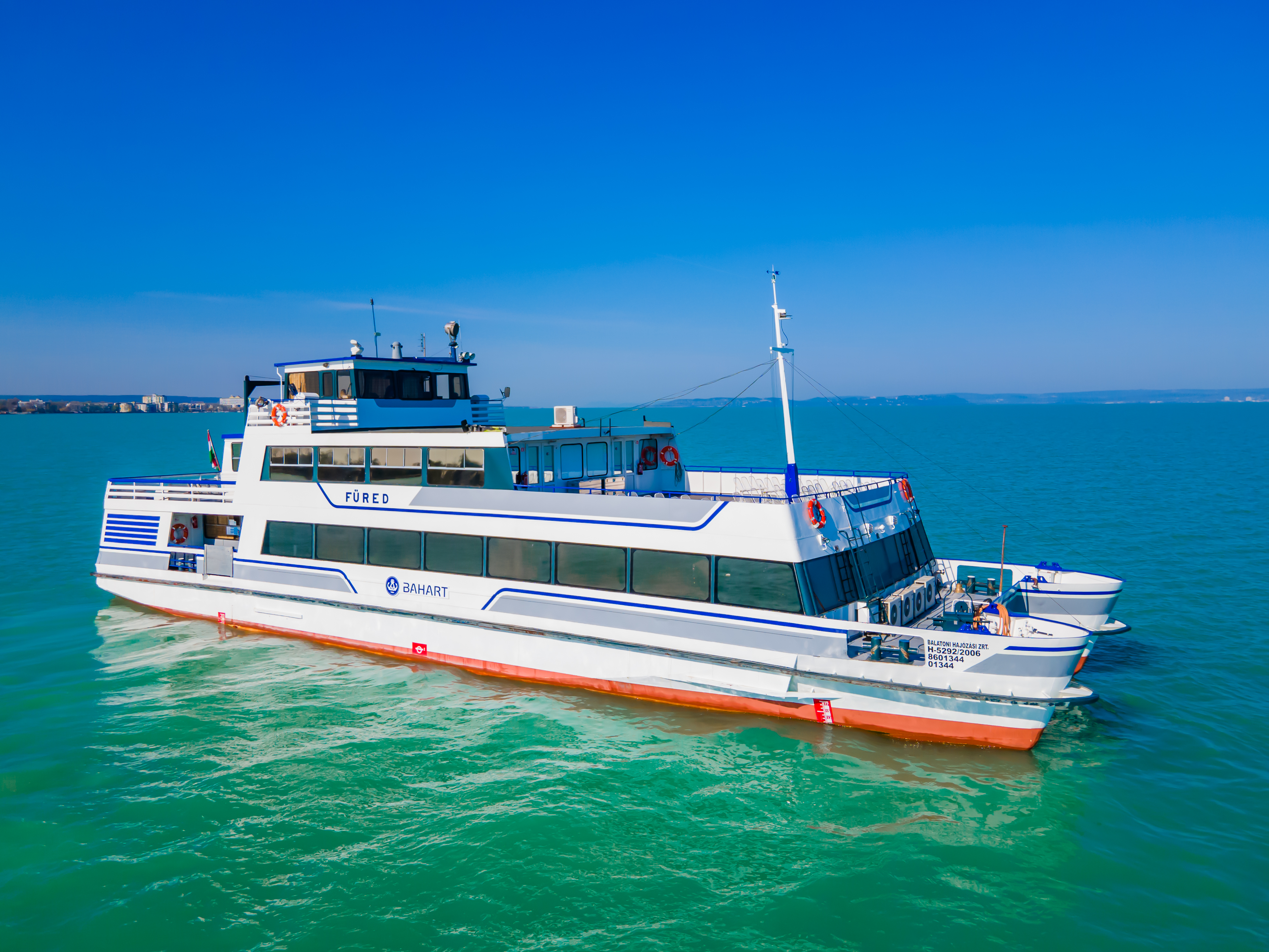
A Füred katamarán a Balatonfüredi kikötőben

| Hajó                            | Típus                            | Épült | A BAHART szolgálatában |
| ------------------------------- | -------------------------------- | ----- | ---------------------- |
| Boglár (volt Nemzeti Regatta)   | Aleksandr Grin személyhajó       | 1977  | 2015–                  |
| 50 II                           | Mobildaru                        | 1974  | 2001–                  |
| Aqua Pannónia                   | Martfű motoros személyhajó       | 1982  | 2007–                  |
| Akali (volt Ederics)            | 301 vízibusz (üzemen kívül)      | 1958  | 2001–                  |
| Badacsony                       | Z hajtásos katamarán személyhajó | 1979  | 2001–                  |
| Baross Gábor                    | Balatoni 90t komp                | 1976  | 2001–                  |
| BH 211                          | FK 211 zagyelevátor              | 1968  | 2001–                  |
| BH 254                          | Homokterítő                      | 1962  | 2001–                  |
| BH 426 Z                        | 400 Z motoros bárka              | 1965  | 2001–                  |
| BH 424 Z                        | 400 Z motoros bárka              | 1965  | 2001–                  |
| Csobánc                         | Csobánc nosztalgiahajó           | 1927  | 2001–                  |
| Csongor                         | Tünde nosztalgiahajó             | 1927  | 2001–                  |
| Tünde                           | Tünde nosztalgiahajó             | 1927  | 2001–                  |
| Fonyód                          | Aleksandr Grin személyhajó       | 1981  | 2003–                  |
| Füred                           | Z hajtású katamarán személyhajó  | 1980  | 2001–                  |
| Helka                           | nosztalgiahajó                   | 1891  | 2001–                  |
| Jókai                           | nosztalgiahajó                   | 1913  | 2024–                  |
| Kelén                           | nosztalgiahajó                   | 1891  | 2001–                  |
| Héviz                           | 303 vízibusz                     | 1960  | 2001–                  |
| Izsó                            | Óbuda vontató                    | 1967  | 2001–                  |
| Keszthely                       | 303 vízibusz                     | 1963  | 2001–                  |
| Kisfaludy Sándor (volt Komp II) | Balatoni 60t komp                | 1961  | 2001–                  |
| Kossuth Lajos (volt Komp III)   | Balatoni 60t komp                | 1964  | 2001–                  |
| Lelle                           | Aleksandr Grin személyhajó       | 1978  | 2001–                  |
| Sió (volt VI 314)               | Kétcsavaros vontató              | 1958  | 2001–                  |
| Siófok                          | Z hajtású katamarán személyhajó  | 1977  | 2001–                  |
| Földvár (volt Szántód)          | Aleksandr Grin személyhajó       | 1978  | 2004–                  |
| Széchenyi István (volt Komp IV) | Balatoni 60t komp                | 1968  | 2001–                  |
| Szerhajó                        | Cölöpverő (üzemen kívül)         | 1979  | 2001–                  |
| Szigliget                       | Bogdan motoros személyhajó       | 2007  | 2011–                  |
| Szent Miklós                    | Boszporusz motorhajó             | 2001  | 2003–                  |
| Balaton                         | katamarán                        | 2021  | 2024-                  |
| Tomaj                           | katamarán                        | 2021  | 2024-                  |
| Szántód                         | komp                             | 2021  | 2024-                  |
| Tihany                          | komp                             | 2021  | 2024-                  |

### Korábbi flotta

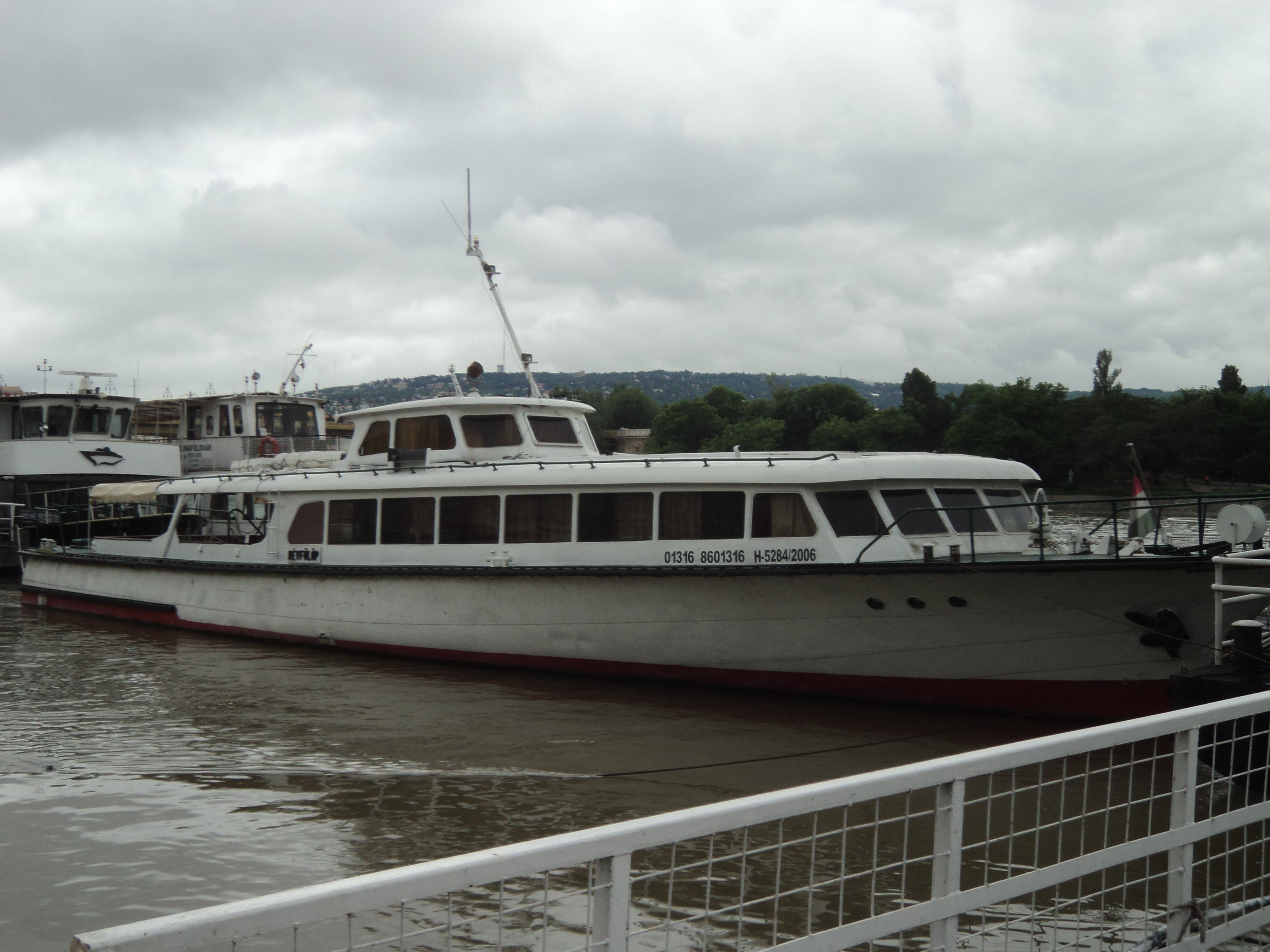
Révfülöp

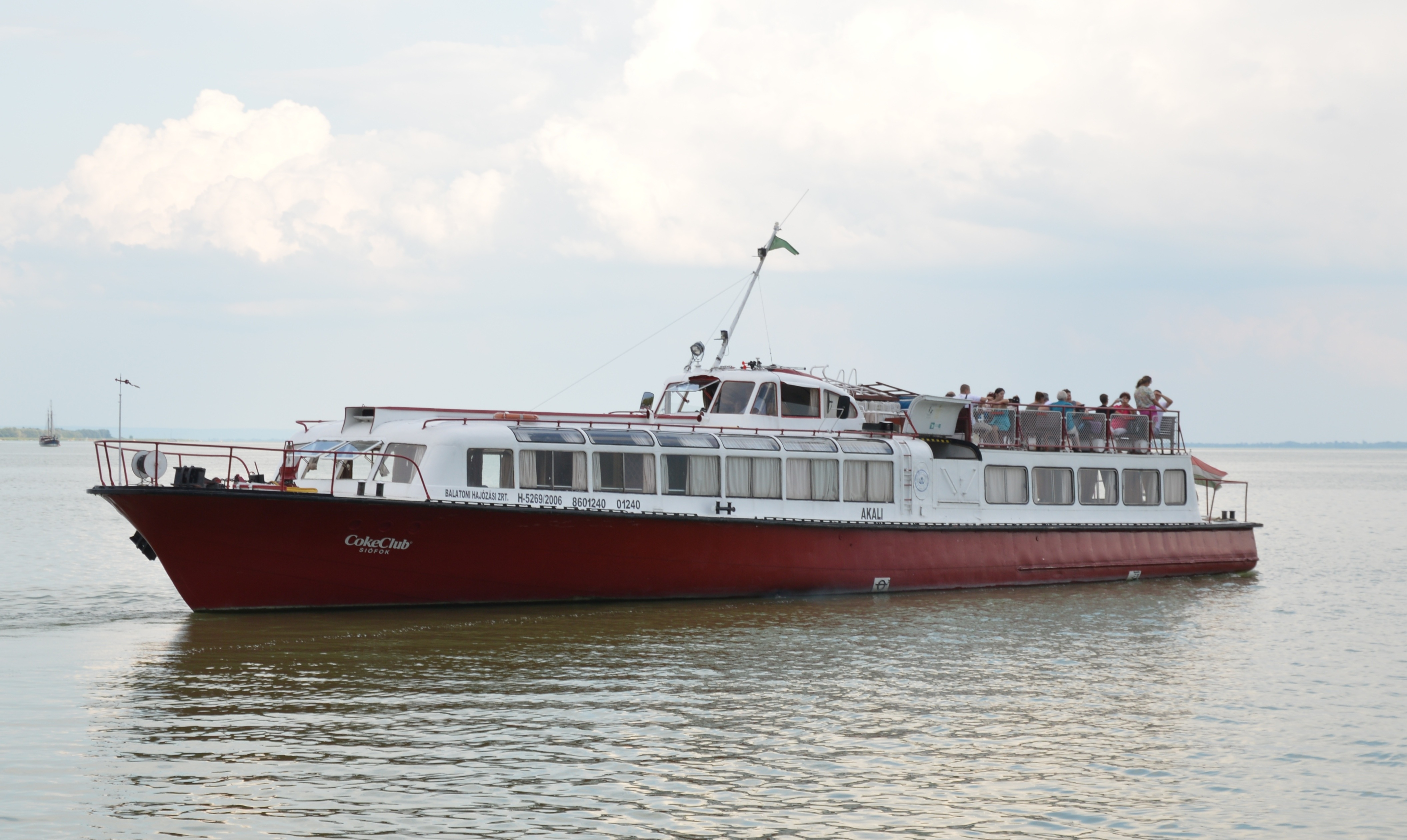
Akali

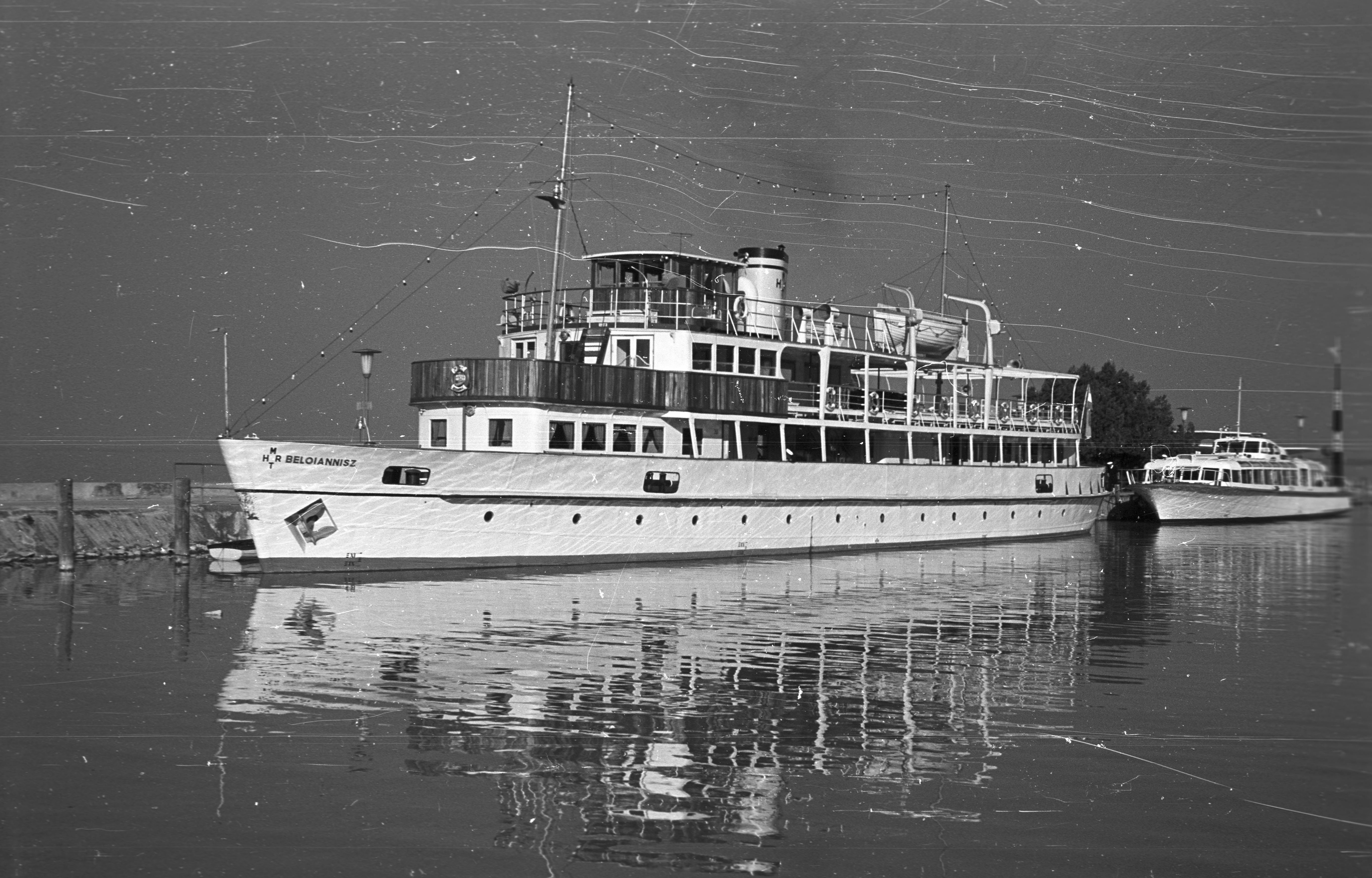
Beloiannisz, háttérben a Csopak

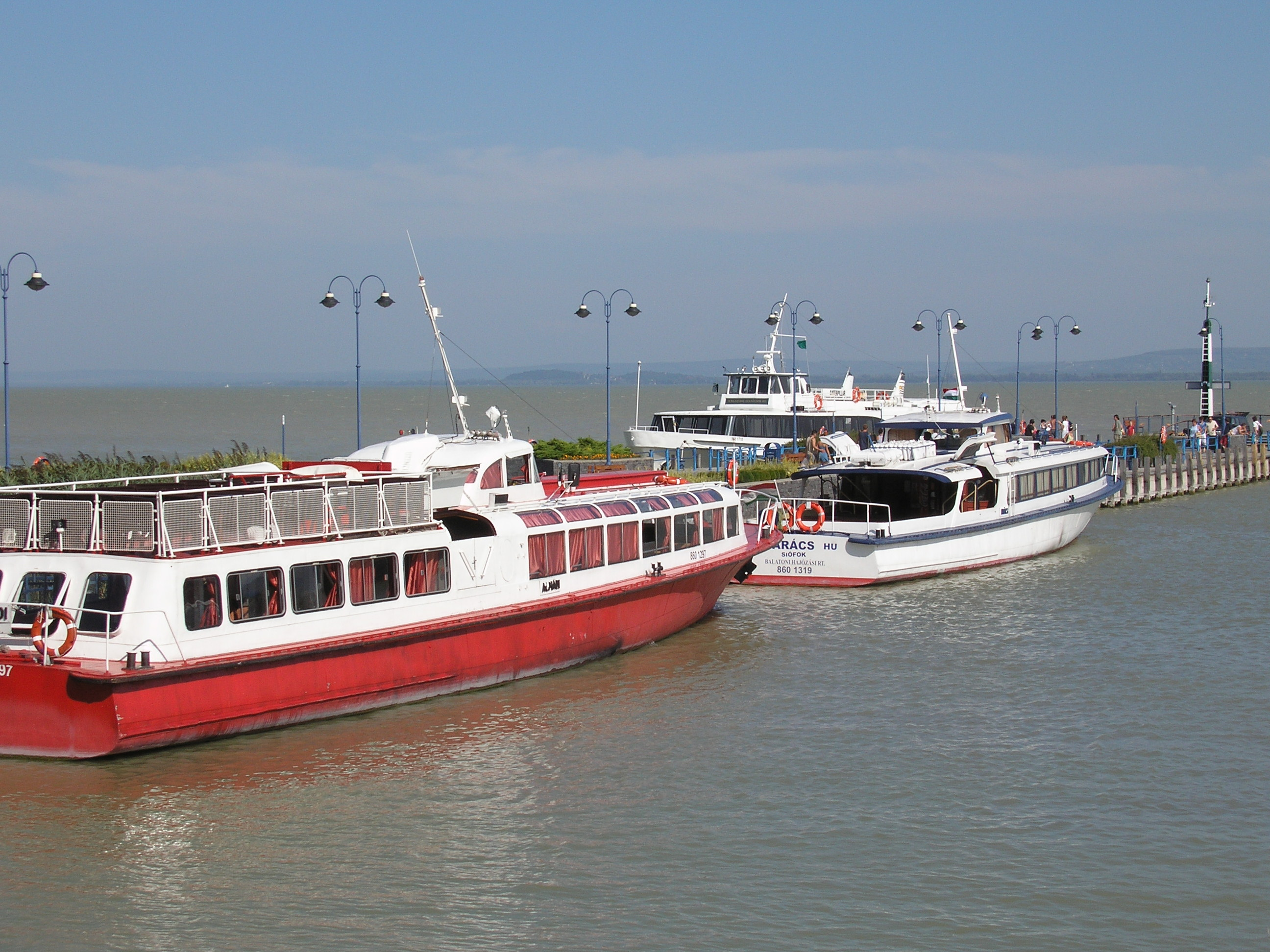
Az Arács és az Almádi vízibuszok a Badacsonytomaji kikötőben

| Hajó                       | Típus                      | A Bahart szolgálatában |
| -------------------------- | -------------------------- | ---------------------- |
| 101 Z                      | Önjáró bárka               | 2001–2005              |
| Akali                      | 301 vízibusz               | 2001–2016              |
| Almádi                     | 301 vízibusz               | 2001–2018              |
| Bakony (volt Ercsi)        | LI. gőzhajó                | 2001–2005              |
| Beloiannisz (volt Balaton) | Beloiannisz motorhajó      | 2001–2005              |
| Boglár                     | Boglár motoros személyhajó | 2001–2011              |
| Csopak                     | 301 vízibusz               | 2001–2004              |
| Dörgicse                   | 301 vízibusz               | 2001–2002              |
| Földvár                    | 301 vízibusz               | 2001–2008              |
| Gulács (volt Szentendre)   | LI. gőzhajó                | 2001–2005              |
| Györök                     | 301 vízibusz               | 2001–2013              |
| Révfülöp                   | 301 vízibusz               | 2001–2017              |
| Szárszó                    | 301 vízibusz               | 2001–2007              |
| Szaturnusz                 | Vitorlás                   | 2001–2016              |
| Szemes                     | 301 vízibusz               | 2001–2003              |
| VI 736-Z                   | Olajszállító               | 2001–2005              |

### A flotta megújítása
A Bahart fokozatosan megkezdte a 301-es, illetve a 3011-es típusú kiöregedett vízibuszok balatoni forgalomból való kivonását, és eladását. 2002 és 2018 között kilenc darab muzeális vízibusz hagyta el végleg a Balatont. 2016-ban az Akali vizibuszt Drávára vitték át, utóbbival nem tervezi a Bahart a nosztalgiaflottát bővíteni. 2024-re az Arács mellett az 1963-ban gyártott Keszthely maradt üzemben. 2016-ban tervben vették a flotta teljes felújítását, illetve új hajók beszerzését. 2017-ben avatták fel a Nemzeti Regatta névre hallgató személyhajót, illetve a Kossuth Lajos komp is megújult. 2016-ban-ben új felépítményt kapott az 1978-ban gyártott Siófok, 2021-ben pedig megújult az 1979-es Badacsony és az 1980-ban készült Füred katamarán. Észak-Komáromban 2022-ben gyártották a Szántód és Tihany kompokat, illetve a Balaton és Tomaj katamaránokat. Az új vízijárműveket 2023 júniusának végén, félkész állapotban vontatták fel a Sió-csatornán és - a felépítményük elkészülését követően - 2024. március 28-án álltak forgalomba. 2025-re kerültek forgalomból kivonásra az Arács, az Akali, és a Hávíz vízibuszok. (A Vácon gyártott típusból Budapesten még három darab közlekedik.)